# Olympische Sommerspiele 2020/Teilnehmer (Kanada)
| Gelbes Symbol für Goldmedaillen mit stilisierten Olympischen Ringen | Graues Symbol für Silbermedaillen mit stilisierten Olympischen Ringen | Braundes Symbol für Bronzemedaillen mit stilisierten Olympischen Ringen |
| ------------------------------------------------------------------- | --------------------------------------------------------------------- | ----------------------------------------------------------------------- |
| 7                                                                   | 6                                                                     | 11                                                                      |

Kanada nahm an den Olympischen Spielen 2020 in Tokio mit 379 Sportlern in 34 Sportarten teil. Es war die insgesamt 27. Teilnahme an Olympischen Sommerspielen.

## Teilnehmer nach Sportarten

### Badminton
| Athleten                        | Wettbewerb | Gruppenphase                         | Gruppenphase              | Gruppenphase | Gruppenphase | Achtelfinale  | Achtelfinale     | Viertelfinale | Viertelfinale | Halbfinale    | Halbfinale    | Finale        | Finale        | Rang          |
| Athleten                        | Wettbewerb | Gegner                               | Ergebnis                  | Punkte       | Rang         | Gegner        | Ergebnis         | Gegner        | Ergebnis      | Gegner        | Ergebnis      | Gegner        | Ergebnis      | Rang          |
| ------------------------------- | ---------- | ------------------------------------ | ------------------------- | ------------ | ------------ | ------------- | ---------------- | ------------- | ------------- | ------------- | ------------- | ------------- | ------------- | ------------- |
| Frauen                          |            |                                      |                           |              |              |               |                  |               |               |               |               |               |               |               |
| Michelle Li                     | Einzel     | N. Sotomayor                         | 2:0 (21:8, 21:9)          | 84:51        | 1            | N. Okuhara    | 0:2 (9:21, 7:21) | ausgeschieden | ausgeschieden | ausgeschieden | ausgeschieden | ausgeschieden | ausgeschieden | ausgeschieden |
| Michelle Li                     | Einzel     | M. Repiská                           | 2:0 (21:18, 21:16)        | 84:51        | 1            | N. Okuhara    | 0:2 (9:21, 7:21) | ausgeschieden | ausgeschieden | ausgeschieden | ausgeschieden | ausgeschieden | ausgeschieden | ausgeschieden |
| Rachel Honderich Kristen Tsai   | Doppel     | S. Piek / C. Seinen                  | 1:2 (21:16, 14:21, 15:21) | 150:125      | 3            | ausgeschieden | ausgeschieden    | ausgeschieden | ausgeschieden | ausgeschieden | ausgeschieden | ausgeschieden | ausgeschieden | ausgeschieden |
| Rachel Honderich Kristen Tsai   | Doppel     | M. Matsumoto / W. Nagahara           | 1:2 (21:14, 19:21, 18:21) | 150:125      | 3            | ausgeschieden | ausgeschieden    | ausgeschieden | ausgeschieden | ausgeschieden | ausgeschieden | ausgeschieden | ausgeschieden | ausgeschieden |
| Rachel Honderich Kristen Tsai   | Doppel     | D. Hany / H. Hosny                   | 2:0 (21:5, 21:6)          | 150:125      | 3            | ausgeschieden | ausgeschieden    | ausgeschieden | ausgeschieden | ausgeschieden | ausgeschieden | ausgeschieden | ausgeschieden | ausgeschieden |
| Männer                          |            |                                      |                           |              |              |               |                  |               |               |               |               |               |               |               |
| Brian Yang                      | Einzel     | F. Burestedt                         | 0:2 (12:21, 17:21)        | 88:101       | 3            | ausgeschieden | ausgeschieden    | ausgeschieden | ausgeschieden | ausgeschieden | ausgeschieden | ausgeschieden | ausgeschieden | ausgeschieden |
| Brian Yang                      | Einzel     | Chou T.-C.                           | 1:2 (18:21, 21:16, 20:22) | 88:101       | 3            | ausgeschieden | ausgeschieden    | ausgeschieden | ausgeschieden | ausgeschieden | ausgeschieden | ausgeschieden | ausgeschieden | ausgeschieden |
| Jason Ho-Shue Nyl Yakura        | Doppel     | M. Ahsan / H. Setiawan               | 0:2 (12:21, 11:21)        | 73:126       | 4            | ausgeschieden | ausgeschieden    | ausgeschieden | ausgeschieden | ausgeschieden | ausgeschieden | ausgeschieden | ausgeschieden | ausgeschieden |
| Jason Ho-Shue Nyl Yakura        | Doppel     | Choi S.-g. / Seo S.-j.               | 0:2 (14:21, 8:21)         | 73:126       | 4            | ausgeschieden | ausgeschieden    | ausgeschieden | ausgeschieden | ausgeschieden | ausgeschieden | ausgeschieden | ausgeschieden | ausgeschieden |
| Jason Ho-Shue Nyl Yakura        | Doppel     | A. Chia / Soh W. Y.                  | 0:2 (15:21, 13:21)        | 73:126       | 4            | ausgeschieden | ausgeschieden    | ausgeschieden | ausgeschieden | ausgeschieden | ausgeschieden | ausgeschieden | ausgeschieden | ausgeschieden |
| Mixed                           |            |                                      |                           |              |              |               |                  |               |               |               |               |               |               |               |
| Joshua Hurlburt-Yu Josephine Wu | Doppel     | D. Puavaranukroh / S. Taerattanachai | 0:2 (13:21, 6:21)         | 76:126       | 4            | ausgeschieden | ausgeschieden    | ausgeschieden | ausgeschieden | ausgeschieden | ausgeschieden | ausgeschieden | ausgeschieden | ausgeschieden |
| Joshua Hurlburt-Yu Josephine Wu | Doppel     | M. Ellis / L. Smith                  | 0:2 (13:21, 19:21)        | 76:126       | 4            | ausgeschieden | ausgeschieden    | ausgeschieden | ausgeschieden | ausgeschieden | ausgeschieden | ausgeschieden | ausgeschieden | ausgeschieden |
| Joshua Hurlburt-Yu Josephine Wu | Doppel     | T. Gicquel / D. Delrue               | 0:2 (12:21, 13:21)        | 76:126       | 4            | ausgeschieden | ausgeschieden    | ausgeschieden | ausgeschieden | ausgeschieden | ausgeschieden | ausgeschieden | ausgeschieden | ausgeschieden |

### Basketball
| Wettbewerb    | Damen |
| ------------- | --- |
| Athleten      | Natalie Achonwa Kayla Alexander Laeticia Amihere Miranda Ayim Bridget Carleton Shay Colley Aaliyah Edwards Nirra Fields Kim Gaucher Kia Nurse Shaina Pellington Nayo Raincock-Ekunwe |
| Trainer       | Lisa Thomaidis |
| Gruppenphase  | Serbien (68–72) Südkorea (74–53) Spanien (66–76) |
| Viertelfinale | ausgeschieden |
| Halbfinale    | ausgeschieden |
| Finale        | ausgeschieden |
| Platzierung   | 9. Platz |

### Beachvolleyball
| Athleten                           | Gruppenphase           | Gruppenphase              | Gruppenphase | Gruppenphase | Achtelfinale    | Achtelfinale              | Viertelfinale              | Viertelfinale             | Halbfinale    | Halbfinale    | Finale        | Finale        | Rang |
| Athleten                           | Gegner                 | Ergebnis                  | Punkte       | Rang         | Gegner          | Ergebnis                  | Gegner                     | Ergebnis                  | Gegner        | Ergebnis      | Gegner        | Ergebnis      | Rang |
| ---------------------------------- | ---------------------- | ------------------------- | ------------ | ------------ | --------------- | ------------------------- | -------------------------- | ------------------------- | ------------- | ------------- | ------------- | ------------- | ---- |
| Frauen                             |                        |                           |              |              |                 |                           |                            |                           |               |               |               |               |      |
| Sarah Pavan Melissa Humana-Paredes | Stam / Schoon          | 2:0 (21:16, 21:14)        | 6            | 1            | Liliana / Elsa  | 2:0 (21:13, 21:13)        | Artacho del Solar / Clancy | 1:2 (15:21, 21:19, 12:15) | ausgeschieden | ausgeschieden | ausgeschieden | ausgeschieden | 5    |
| Sarah Pavan Melissa Humana-Paredes | Borger / Sude          | 2:0 (21:17, 21:14)        | 6            | 1            | Liliana / Elsa  | 2:0 (21:13, 21:13)        | Artacho del Solar / Clancy | 1:2 (15:21, 21:19, 12:15) | ausgeschieden | ausgeschieden | ausgeschieden | ausgeschieden | 5    |
| Sarah Pavan Melissa Humana-Paredes | Heidrich / Vergé-Dépré | 2:0 (21:13, 24:22)        | 6            | 1            | Liliana / Elsa  | 2:0 (21:13, 21:13)        | Artacho del Solar / Clancy | 1:2 (15:21, 21:19, 12:15) | ausgeschieden | ausgeschieden | ausgeschieden | ausgeschieden | 5    |
| Heather Bansley Brandie Wilkerson  | Wang / Xia             | 1:2 (21:18, 15:21, 11:15) | 4            | 3            | Claes / Sponcil | 2:1 (22:24, 21:18, 15:13) | Graudiņa / Kravčenoka      | 1:2 (13:21, 21:18, 11:15) | ausgeschieden | ausgeschieden | ausgeschieden | ausgeschieden | 5    |
| Heather Bansley Brandie Wilkerson  | Gallay / Pereyra       | 2:0 (22:20, 21:12)        | 4            | 3            | Claes / Sponcil | 2:1 (22:24, 21:18, 15:13) | Graudiņa / Kravčenoka      | 1:2 (13:21, 21:18, 11:15) | ausgeschieden | ausgeschieden | ausgeschieden | ausgeschieden | 5    |
| Heather Bansley Brandie Wilkerson  | Ágatha / Duda          | 0:2 (18:21, 18:21)        | 4            | 3            | Claes / Sponcil | 2:1 (22:24, 21:18, 15:13) | Graudiņa / Kravčenoka      | 1:2 (13:21, 21:18, 11:15) | ausgeschieden | ausgeschieden | ausgeschieden | ausgeschieden | 5    |

### Bogenschießen
| Athleten                         | Wettbewerb | Qualifikation | Qualifikation | 1. Runde  | 1. Runde | 2. Runde      | 2. Runde      | Achtelfinale  | Achtelfinale  | Viertelfinale | Viertelfinale | Halbfinale    | Halbfinale    | Finale        | Finale        | Rang |
| Athleten                         | Wettbewerb | Ringe         | Rang          | Gegner    | Ergebnis | Gegner        | Ergebnis      | Gegner        | Ergebnis      | Gegner        | Ergebnis      | Gegner        | Ergebnis      | Gegner        | Ergebnis      | Rang |
| -------------------------------- | ---------- | ------------- | ------------- | --------- | -------- | ------------- | ------------- | ------------- | ------------- | ------------- | ------------- | ------------- | ------------- | ------------- | ------------- | ---- |
| Frauen                           |            |               |               |           |          |               |               |               |               |               |               |               |               |               |               |      |
| Stephanie Barrett                | Einzel     | 630           | 46            | Y. Anagöz | 2:6      | ausgeschieden | ausgeschieden | ausgeschieden | ausgeschieden | ausgeschieden | ausgeschieden | ausgeschieden | ausgeschieden | ausgeschieden | ausgeschieden | 33   |
| Männer                           |            |               |               |           |          |               |               |               |               |               |               |               |               |               |               |      |
| Crispin Duenas                   | Einzel     | 665           | 16            | D. Olaru  | 6:0      | R. Shana      | 6:4           | F. Unruh      | 2:6           | ausgeschieden | ausgeschieden | ausgeschieden | ausgeschieden | ausgeschieden | ausgeschieden | 9    |
| Mixed                            |            |               |               |           |          |               |               |               |               |               |               |               |               |               |               |      |
| Crispin Duenas Stephanie Barrett | Mannschaft | 1295          | 17            | —         | —        | —             | —             | ausgeschieden | ausgeschieden | ausgeschieden | ausgeschieden | ausgeschieden | ausgeschieden | ausgeschieden | ausgeschieden | 17   |

### Boxen
| Athleten          | Wettbewerb               | 1. Runde       | 1. Runde | Achtelfinale  | Achtelfinale  | Viertelfinale | Viertelfinale | Halbfinale    | Halbfinale    | Finale        | Finale        | Rang |
| Athleten          | Wettbewerb               | Gegner         | Ergebnis | Gegner        | Ergebnis      | Gegner        | Ergebnis      | Gegner        | Ergebnis      | Gegner        | Ergebnis      | Rang |
| ----------------- | ------------------------ | -------------- | -------- | ------------- | ------------- | ------------- | ------------- | ------------- | ------------- | ------------- | ------------- | ---- |
| Frauen            |                          |                |          |               |               |               |               |               |               |               |               |      |
| Mandy Bujold      | Fliegengewicht bis 51 kg | N. Radovanović | 0:5      | ausgeschieden | ausgeschieden | ausgeschieden | ausgeschieden | ausgeschieden | ausgeschieden | ausgeschieden | ausgeschieden | 17   |
| Caroline Veyre    | Federgewicht bis 57 kg   | Freilos        | Freilos  | N. Ćaćić      | 5:0           | I. Testa      | 0:5           | ausgeschieden | ausgeschieden | ausgeschieden | ausgeschieden | 5    |
| Myriam da Silva   | Weltergewicht bis 69 kg  | Freilos        | Freilos  | M. Moronta    | 0:5           | ausgeschieden | ausgeschieden | ausgeschieden | ausgeschieden | ausgeschieden | ausgeschieden | 9    |
| Tammara Thibeault | Mittelgewicht bis 75 kg  | —              | —        | N. Rjabez     | 4:1           | N. Fontijn    | 0:5           | ausgeschieden | ausgeschieden | ausgeschieden | ausgeschieden | 5    |
| Männer            |                          |                |          |               |               |               |               |               |               |               |               |      |
| Wyatt Sanford     | Weltergewicht bis 69 kg  | M. Clair       | 0:5      | ausgeschieden | ausgeschieden | ausgeschieden | ausgeschieden | ausgeschieden | ausgeschieden | ausgeschieden | ausgeschieden | 17   |

### Fechten
| Athleten                                               | Wettbewerb         | 1. Runde   | 1. Runde | 2. Runde      | 2. Runde      | Achtelfinale   | Achtelfinale  | Viertelfinale    | Viertelfinale | Halbfinale / Klassifikation | Halbfinale / Klassifikation | Finale / Platzierung | Finale / Platzierung | Rang          |
| Athleten                                               | Wettbewerb         | Gegner     | Ergebnis | Gegner        | Ergebnis      | Gegner         | Ergebnis      | Gegner           | Ergebnis      | Gegner                      | Ergebnis                    | Gegner               | Ergebnis             | Rang          |
| ------------------------------------------------------ | ------------------ | ---------- | -------- | ------------- | ------------- | -------------- | ------------- | ---------------- | ------------- | --------------------------- | --------------------------- | -------------------- | -------------------- | ------------- |
| Frauen                                                 |                    |            |          |               |               |                |               |                  |               |                             |                             |                      |                      |               |
| Jessica Guo                                            | Florett Einzel     | Freilos    | Freilos  | A. Blaze      | 15:12         | A. Errigo      | 8:15          | ausgeschieden    | ausgeschieden | ausgeschieden               | ausgeschieden               | ausgeschieden        | ausgeschieden        | ausgeschieden |
| Eleanor Harvey                                         | Florett Einzel     | Freilos    | Freilos  | P. Ranvier    | 15:9          | L. Kiefer      | 13:15         | ausgeschieden    | ausgeschieden | ausgeschieden               | ausgeschieden               | ausgeschieden        | ausgeschieden        | ausgeschieden |
| Kelleigh Ryan                                          | Florett Einzel     | Freilos    | Freilos  | S. Azuma      | 12:11         | A. Sagidullina | 15:9          | L. Korobeinikowa | 11:15         | ausgeschieden               | ausgeschieden               | ausgeschieden        | ausgeschieden        | ausgeschieden |
| Jessica Guo Eleanor Harvey Kelleigh Ryan Alanna Goldie | Florett Mannschaft | —          | —        | —             | —             | —              | —             | Frankreich       | 29:45         | Ungarn                      | 45:33                       | Japan                | 45:31                | 5             |
| Gabriella Page                                         | Säbel Einzel       | Freilos    | Freilos  | M. Zagunis    | 3:15          | ausgeschieden  | ausgeschieden | ausgeschieden    | ausgeschieden | ausgeschieden               | ausgeschieden               | ausgeschieden        | ausgeschieden        | ausgeschieden |
| Männer                                                 |                    |            |          |               |               |                |               |                  |               |                             |                             |                      |                      |               |
| Marc-Antoine Blais Belanger                            | Degen Einzel       | C. Dong    | 7:15     | ausgeschieden | ausgeschieden | ausgeschieden  | ausgeschieden | ausgeschieden    | ausgeschieden | ausgeschieden               | ausgeschieden               | ausgeschieden        | ausgeschieden        | ausgeschieden |
| Alex Cai                                               | Florett Einzel     | P. Joppich | 12:15    | ausgeschieden | ausgeschieden | ausgeschieden  | ausgeschieden | ausgeschieden    | ausgeschieden | ausgeschieden               | ausgeschieden               | ausgeschieden        | ausgeschieden        | ausgeschieden |
| Eli Schenkel                                           | Florett Einzel     | Freilos    | Freilos  | A. Cassarà    | 11:15         | ausgeschieden  | ausgeschieden | ausgeschieden    | ausgeschieden | ausgeschieden               | ausgeschieden               | ausgeschieden        | ausgeschieden        | ausgeschieden |
| Maximilien Van Haaster                                 | Florett Einzel     | Freilos    | Freilos  | R. Choi       | 10:15         | ausgeschieden  | ausgeschieden | ausgeschieden    | ausgeschieden | ausgeschieden               | ausgeschieden               | ausgeschieden        | ausgeschieden        | ausgeschieden |
| Alex Cai Maximilien Van Haaster Blake Broszus          | Florett Mannschaft | —          | —        | —             | —             | Deutschland    | 31:45         | ausgeschieden    | ausgeschieden | ausgeschieden               | ausgeschieden               | ausgeschieden        | ausgeschieden        | 9             |
| Shaul Gordon                                           | Säbel Einzel       | Freilos    | Freilos  | M. Abedini    | 10:15         | ausgeschieden  | ausgeschieden | ausgeschieden    | ausgeschieden | ausgeschieden               | ausgeschieden               | ausgeschieden        | ausgeschieden        | ausgeschieden |

### Fußball
| Wettbewerb      | Frauen (Spiele/Tore) |
| --------------- | --- |
| Athleten        | Janine Beckie (6/2) Kadeisha Buchanan (6/0) Allysha Chapman (4/0) Jessie Fleming (6/2) Vanessa Gilles (4/0) Julia Grosso (5/0) Quinn (6/0) Stephanie Labbé (5/0) Ashley Lawrence (6/0) Adriana Leon (5/1) Nichelle Prince (6/0) Jayde Riviere (4/0) Deanne Rose (6/0) Desiree Scott (5/0) Kailen Sheridan (2/0) Christine Sinclair (5/1) Evelyne Viens (2/0) Shelina Zadorsky (3/0) |
| Trainer         | Beverly Priestman |
| P-Akkreditierte | Gabrielle Carle (1/0) Jordyn Huitema (4/0) Erin McLeod Sophie Schmidt (1/0) |
| Gruppenphase    | Japan (1:1) Chile (2:1) Großbritannien (1:1) |
| Viertelfinale   | Brasilien (0:0; 4:3 i. E.) |
| Halbfinale      | Vereinigte Staaten (1:0) |
| Finale          | Schweden (1:1; 3:2 i. E.) |
| Platzierung     | Gold |

### Gewichtheben
| Athleten               | Wettbewerb                    | Reißen  | Reißen | Stoßen  | Stoßen | Zweikampf | Zweikampf | Rang |
| Athleten               | Wettbewerb                    | Gewicht | Rang   | Gewicht | Rang   | Gewicht   | Rang      | Rang |
| ---------------------- | ----------------------------- | ------- | ------ | ------- | ------ | --------- | --------- | ---- |
| Frauen                 |                               |         |        |         |        |           |           |      |
| Rachel Leblanc-Bazinet | Federgewicht bis 55 kg        | 82 kg   | 11     | 99 kg   | 12     | 181 kg    | 12        | 12   |
| Tali Darsigny          | Leichtgewicht bis 59 kg       | 90 kg   | 9      | 109 kg  | 9      | 199 kg    | 9         | 9    |
| Maude Charron          | Mittelgewicht bis 64 kg       | 105 kg  | 1      | 131 kg  | 1      | 236 kg    | 1         | Gold |
| Kristel Ngarlem        | Halbschwergewicht bis 76 kg   | 95 kg   | 10     | 123 kg  | 9      | 218 kg    | 8         | 8    |
| Männer                 |                               |         |        |         |        |           |           |      |
| Boady Santavy          | Mittelschwergewicht bis 96 kg | 178 kg  | 1      | 208 kg  | 4      | 386 kg    | 4         | 4    |

### Golf
| Athleten         | Runde 1 | Runde 2 | Runde 3 | Runde 4 | Gesamt | Par | Rang |
| ---------------- | ------- | ------- | ------- | ------- | ------ | --- | ---- |
| Frauen           |         |         |         |         |        |     |      |
| Brooke Henderson | 74      | 68      | 71      | 67      | 280    | −4  | 29   |
| Alena Sharp      | 74      | 71      | 69      | 76      | 290    | +6  | 49   |
| Männer           |         |         |         |         |        |     |      |
| Corey Conners    | 69      | 71      | 66      | 65      | 271    | −13 | 13   |
| Mackenzie Hughes | 69      | 72      | 65      | 75      | 281    | −3  | 50   |

### Hockey
| Wettbewerb    | Männer (Spiele/Tore) |
| ------------- | --- |
| Athleten      | Floris Van Son (5/1) Brandon Pereira (0/0) Scott Tupper (5/0) Gabriel Ho-Garcia (5/1) Oliver Scholfield (5/0) Keegan Pereira (5/2) Brendan Guraliuk (5/0) Gordon Johnston (5/0) Brenden Bissett (5/0) Jamie Wallace (5/1) Mark Pearson (5/3) Fin Boothroyd (5/1) Matthew Sarmento (4/0) John Smythe (5/0) James Kirkpatrick (5/0) Sukhi Panesar (5/0) Taylor Curran (1/0) (TW) Antoni Kindler (5/0) |
| Trainer       | Pasha Gademan |
| Gruppenphase  | Deutschland (1:7) Großbritannien (1:3) Niederlande (2:4) Belgien (1:9) Südafrika (4:4) |
| Viertelfinale | ausgeschieden |
| Halbfinale    | ausgeschieden |
| Finale        | ausgeschieden |
| Platzierung   | 12. Platz |

### Judo
| Athleten                    | Wettbewerb | 1. Runde     | 1. Runde | 2. Runde       | 2. Runde | Achtelfinale  | Achtelfinale  | Viertelfinale        | Viertelfinale | Halbfinale / Trostrunde | Halbfinale / Trostrunde | Finale / Platz 3   | Finale / Platz 3 | Rang   |
| Athleten                    | Wettbewerb | Gegner       | Ergebnis | Gegner         | Ergebnis | Gegner        | Ergebnis      | Gegner               | Ergebnis      | Gegner                  | Ergebnis                | Gegner             | Ergebnis         | Rang   |
| --------------------------- | ---------- | ------------ | -------- | -------------- | -------- | ------------- | ------------- | -------------------- | ------------- | ----------------------- | ----------------------- | ------------------ | ---------------- | ------ |
| Frauen                      |            |              |          |                |          |               |               |                      |               |                         |                         |                    |                  |        |
| Ecaterina Guica             | bis 52 kg  | C. Van Snick | 0:11s1   | —              | —        | ausgeschieden | ausgeschieden | ausgeschieden        | ausgeschieden | ausgeschieden           | ausgeschieden           | ausgeschieden      | ausgeschieden    | 17     |
| Jessica Klimkait            | bis 57 kg  | Freilos      | Freilos  | —              | —        | I. Iliewa     | 10:0s1        | J. Kowalczyk         | 10:0          | S. L. Cysique           | 0s3:10s2                | K. Kajzer          | 1s1:0s2          | Bronze |
| Catherine Beauchemin-Pinard | bis 63 kg  | L. Olsen     | 10:0     | —              | —        | M. Krssakova  | 10:0          | K. Quadros           | 10s1:0s1      | C. Agbegnenou           | 0:1                     | A. Barrios         | 1:0s1            | Bronze |
| Männer                      |            |              |          |                |          |               |               |                      |               |                         |                         |                    |                  |        |
| Arthur Margelidon           | bis 73 kg  | Freilos      | Freilos  | S. Hamad       | 1:0s2    | Z. Smagulov   | 10:1s2        | L. Schawdatuaschwili | 0s2:10s1      | T. Butbul               | 10s2:0                  | Tsend-Otschiryn T. | 0:10             | 5      |
| Antoine Valois-Fortier      | bis 81 kg  | Freilos      | Freilos  | A. Ntanatsidis | 10s2:0s3 | A. Chubezow   | 0s1:1s1       | ausgeschieden        | ausgeschieden | ausgeschieden           | ausgeschieden           | ausgeschieden      | ausgeschieden    | 9      |
| Shady El Nahas              | bis 100 kg | I. Remarenco | 10:0     | —              | —        | Z. Kotsoyev   | 10:0s1        | W. Liparteliani      | 0:10s1        | P. Paltchik             | 10s1:0                  | J. Fonseca         | 0:1s2            | 5      |

### Kanu

#### Kanurennsport
| Athleten                                                                  | Wettbewerb | Vorlauf      | Vorlauf | Viertelfinale | Viertelfinale | Halbfinale    | Halbfinale    | Finale A/B    | Finale A/B    | Rang          |
| Athleten                                                                  | Wettbewerb | Zeit         | Rang    | Zeit          | Rang          | Zeit          | Rang          | Zeit          | Rang          | Rang          |
| ------------------------------------------------------------------------- | ---------- | ------------ | ------- | ------------- | ------------- | ------------- | ------------- | ------------- | ------------- | ------------- |
| Frauen                                                                    |            |              |         |               |               |               |               |               |               |               |
| Laurence Vincent-Lapointe                                                 | C-1 200 m  | 45,408 s     | 1       | —             | —             | 47,294 s      | 3             | 46,786 s      | 2             | Silber        |
| Katie Vincent                                                             | C-1 200 m  | 46,391 s     | 1       | —             | —             | 47,604 s      | 3             | 47,834 s      | 8             | 8             |
| Laurence Vincent-Lapointe Katie Vincent                                   | C-2 500 m  | 2:02,170 min | 3       | 2:02,259 min  | 1             | 2:04,316 min  | 2             | 1:59,041 min  | 3             | Bronze        |
| Andréanne Langlois                                                        | K-1 200 m  | 41,525 s     | 5       | 41,728 s      | 1             | 39,952 s      | 3             | 40,473 s      | 9             | 9             |
| Michelle Russell                                                          | K-1 200 m  | 42,236 s     | 5       | 42,940 s      | 2             | 40,224 s      | 7             | 40,527 s      | 4             | 13            |
| Michelle Russell                                                          | K-1 500 m  | 1:51,081 min | 4       | 1:51,375 min  | 3             | 1:55,549 min  | 7             | ausgeschieden | ausgeschieden | ausgeschieden |
| Alanna Bray-Lougheed Madeline Schmidt                                     | K-2 500 m  | 1:49,776 min | 5       | 1:51,862 min  | 5             | ausgeschieden | ausgeschieden | ausgeschieden | ausgeschieden | ausgeschieden |
| Alanna Bray-Lougheed Andréanne Langlois Michelle Russell Madeline Schmidt | K-4 500 m  | 1:38,971 min | 4       | 1:38,537 min  | 8             | —             | —             | 1:39,946 min  | 3             | 11            |
| Männer                                                                    |            |              |         |               |               |               |               |               |               |               |
| Connor Fitzpatrick                                                        | C-1 1000 m | 4:05,577 min | 3       | 4:09,622 min  | 2             | 4:12,600 min  | 9             | 4:06,043 min  | 6             | 14            |
| Roland Varga                                                              | C-1 1000 m | 4:49,250 min | 5       | 4:28,174 min  | 6             | ausgeschieden | ausgeschieden | ausgeschieden | ausgeschieden | ausgeschieden |
| Connor Fitzpatrick Roland Varga                                           | C-2 1000 m | 3:49,263 min | 5       | 3:50,768 min  | 3             | 3:27,145 min  | 3             | 3:30,157 min  | 6             | 6             |
| Mark de Jonge                                                             | K-1 200 m  | 36,110 s     | 4       | 35,462 s      | 3             | ausgeschieden | ausgeschieden | ausgeschieden | ausgeschieden | ausgeschieden |
| Nicholas Matveev                                                          | K-1 200 m  | 36,190 s     | 4       | 35,181 s      | 2             | 36,584 s      | 7             | 36,625 s      | 6             | 14            |
| Simon McTavish                                                            | K-1 1000 m | 3:43,512 min | 5       | 3:52,467 min  | 4             | ausgeschieden | ausgeschieden | ausgeschieden | ausgeschieden | ausgeschieden |
| Vincent Jourdenais Brian Malfesi                                          | K-2 1000 m | 3:22,068 min | 6       | 3:15,736 min  | 4             | —             | —             | 3:25,181 min  | 6             | 14            |
| Mark de Jonge Nicholas Matveev Simon McTavish Pierre-Luc Poulin           | K-4 500 m  | 1:26,824 min | 3       | 1:24,979 min  | 5             | 1:25,581 min  | 5             | ausgeschieden | ausgeschieden | ausgeschieden |

#### Kanuslalom
| Athleten        | Wettbewerb | Vorlauf  | Vorlauf | Halbfinale    | Halbfinale    | Finale        | Finale        | Rang |
| Athleten        | Wettbewerb | Zeit     | Rang    | Zeit          | Rang          | Zeit          | Rang          | Rang |
| --------------- | ---------- | -------- | ------- | ------------- | ------------- | ------------- | ------------- | ---- |
| Frauen          |            |          |         |               |               |               |               |      |
| Haley Daniels   | C-1        | 152,98 s | 22      | ausgeschieden | ausgeschieden | ausgeschieden | ausgeschieden | 22   |
| Florence Maheu  | K-1        | 114,29 s | 18      | 152,37 s      | 23            | ausgeschieden | ausgeschieden | 23   |
| Männer          |            |          |         |               |               |               |               |      |
| Cameron Smedley | C-1        | 108,12 s | 16      | ausgeschieden | ausgeschieden | ausgeschieden | ausgeschieden | 16   |
| Michael Tayler  | K-1        | 106,04 s | 24      | ausgeschieden | ausgeschieden | ausgeschieden | ausgeschieden | 24   |

### Karate

#### Kumite
| Athleten         | Wettbewerb        | Gruppenphase | Gruppenphase | Halbfinale    | Halbfinale    | Finale        | Finale        | Rang |
| Athleten         | Wettbewerb        | Punkte       | Rang         | Gegner        | Ergebnis      | Gegner        | Ergebnis      | Rang |
| ---------------- | ----------------- | ------------ | ------------ | ------------- | ------------- | ------------- | ------------- | ---- |
| Männer           |                   |              |              |               |               |               |               |      |
| Daniel Gaysinsky | Kumite über 75 kg | 3            | 4            | ausgeschieden | ausgeschieden | ausgeschieden | ausgeschieden | 7    |

### Leichtathletik
Laufen und Gehen 
| Athleten                                                 | Wettbewerb       | Runde 1      | Runde 1 | Halbfinale    | Halbfinale    | Finale        | Finale        | Rang          |
| Athleten                                                 | Wettbewerb       | Zeit         | Rang    | Zeit          | Rang          | Zeit          | Rang          | Rang          |
| -------------------------------------------------------- | ---------------- | ------------ | ------- | ------------- | ------------- | ------------- | ------------- | ------------- |
| Frauen                                                   |                  |              |         |               |               |               |               |               |
| Khamica Bingham                                          | 100 m            | 11,21 s      | 4       | 11,22 s       | 5             | ausgeschieden | ausgeschieden | ausgeschieden |
| Crystal Emmanuel                                         | 100 m            | 11,18 s      | 3       | 11,21 s       | 6             | ausgeschieden | ausgeschieden | ausgeschieden |
| Crystal Emmanuel                                         | 200 m            | 22,74 s      | 1       | 23,05 s       | 6             | ausgeschieden | ausgeschieden | ausgeschieden |
| Kyra Constantine                                         | 400 m            | 51,69 s      | 5       | 51,22 s       | 5             | ausgeschieden | ausgeschieden | ausgeschieden |
| Natassha McDonald                                        | 400 m            | 53,54 s      | 7       | ausgeschieden | ausgeschieden | ausgeschieden | ausgeschieden | ausgeschieden |
| Melissa Bishop-Nriagu                                    | 800 m            | 2:02,11 min  | 4       | ausgeschieden | ausgeschieden | ausgeschieden | ausgeschieden | ausgeschieden |
| Lindsey Butterworth                                      | 800 m            | 2:02,45 min  | 5       | ausgeschieden | ausgeschieden | ausgeschieden | ausgeschieden | ausgeschieden |
| Madeleine Kelly                                          | 800 m            | 2:02,39 min  | 5       | ausgeschieden | ausgeschieden | ausgeschieden | ausgeschieden | ausgeschieden |
| Gabriela DeBues-Stafford                                 | 1500 m           | 4:03,70 min  | 1       | 3:58,28 min   | 3             | 3:58,93 min   | 5             | 5             |
| Natalia Hawthorn                                         | 1500 m           | 4:08,04 min  | 10      | ausgeschieden | ausgeschieden | ausgeschieden | ausgeschieden | ausgeschieden |
| Lucia Stafford                                           | 1500 m           | 4:03,52 min  | 7       | 4:02,12 min   | 6             | ausgeschieden | ausgeschieden | ausgeschieden |
| Andrea Seccafien                                         | 5000 m           | 14:59,55 min | 10      | —             | —             | 15:12,09 min  | 15            | 15            |
| Julie-Anne Staehli                                       | 5000 m           | 15:33,39 min | 17      | —             | —             | ausgeschieden | ausgeschieden | ausgeschieden |
| Kate Van Buskirk                                         | 5000 m           | 15:14,96 min | 14      | —             | —             | ausgeschieden | ausgeschieden | ausgeschieden |
| Andrea Seccafien                                         | 10.000 m         | —            | —       | —             | —             | 31:36,36 min  | 14            | 14            |
| Noelle Montcalm                                          | 400 m Hürden     | 55,85 s      | 6       | ausgeschieden | ausgeschieden | ausgeschieden | ausgeschieden | ausgeschieden |
| Sage Watson                                              | 400 m Hürden     | 55,54 s      | 4       | 55,51 s       | 5             | ausgeschieden | ausgeschieden | ausgeschieden |
| Alycia Butterworth                                       | 3000 m Hindernis | 9:34,25 min  | 10      | —             | —             | ausgeschieden | ausgeschieden | ausgeschieden |
| Geneviève Lalonde                                        | 3000 m Hindernis | 9:22,64 min  | 4       | —             | —             | 9:22,40 min   | 11            | 11            |
| Regan Yee                                                | 3000 m Hindernis | 9:41,14 min  | 8       | —             | —             | ausgeschieden | ausgeschieden | ausgeschieden |
| Malindi Elmore                                           | Marathon         | —            | —       | —             | —             | 2:30:59 h     | 9             | 9             |
| Dayna Pidhoresky                                         | Marathon         | —            | —       | —             | —             | 3:03:10 h     | 73            | 73            |
| Natasha Wodak                                            | Marathon         | —            | —       | —             | —             | 2:31:41 h     | 13            | 13            |
| Alicia Brown Kyra Constantine Madeline Price Sage Watson | 4 × 400 m        | 3:24,05 min  | 5       | —             | —             | 3:21,84 min   | 4             | 4             |
| Männer                                                   |                  |              |         |               |               |               |               |               |
| Bismark Boateng                                          | 100 m            | 10,47 s      | 8       | ausgeschieden | ausgeschieden | ausgeschieden | ausgeschieden | ausgeschieden |
| Andre De Grasse                                          | 100 m            | 9,91 s       | 1       | 9,98 s        | 2             | 9,89 s        | 3             | Bronze        |
| Gavin Smellie                                            | 100 m            | 10,44 s      | 8       | ausgeschieden | ausgeschieden | ausgeschieden | ausgeschieden | ausgeschieden |
| Aaron Brown                                              | 200 m            | 20,38 s      | 1       | 19,99 s       | 1             | 20,20 s       | 6             | 6             |
| Andre De Grasse                                          | 200 m            | 20,56 s      | 3       | 19,73 s       | 1             | 19,62 s       | 1             | Gold          |
| Brendon Rodney                                           | 200 m            | 20,60 s      | 6       | ausgeschieden | ausgeschieden | ausgeschieden | ausgeschieden | ausgeschieden |
| Marco Arop                                               | 800 m            | 1:45,26 min  | 1       | 1:44,90 min   | 7             | ausgeschieden | ausgeschieden | ausgeschieden |
| Brandon McBride                                          | 800 m            | 1:46,32 min  | 6       | ausgeschieden | ausgeschieden | ausgeschieden | ausgeschieden | ausgeschieden |
| Mohammed Ahmed                                           | 5000 m           | 13:38,96 min | 2       | —             | —             | 12:58,61 min  | 2             | Silber        |
| Lucas Bruchet                                            | 5000 m           | 13:44,08 min | 13      | —             | —             | ausgeschieden | ausgeschieden | ausgeschieden |
| Justyn Knight                                            | 5000 m           | 13:30,22 min | 3       | —             | —             | 13:04,38 min  | 7             | 7             |
| Mohammed Ahmed                                           | 10.000 m         | —            | —       | —             | —             | 27:47,76 min  | 6             | 6             |
| John Gay                                                 | 3000 m Hindernis | 8:16,99 min  | 6       | —             | —             | 8:35,41 min   | 15            | 15            |
| Matthew Hughes                                           | 3000 m Hindernis | 8:13,56 min  | 4       | —             | —             | 8:16,03 min   | 6             | 6             |
| Trevor Hofbauer                                          | Marathon         | —            | —       | —             | —             | 2:19:57 h     | 48            | 48            |
| Cameron Levins                                           | Marathon         | —            | —       | —             | —             | 2:28:43 h     | 72            | 72            |
| Ben Preisner                                             | Marathon         | —            | —       | —             | —             | 2:19:27 h     | 46            | 46            |
| Mathieu Bilodeau                                         | 50 km Gehen      | —            | —       | —             | —             | 4:20:36 h     | 45            | 45            |
| Evan Dunfee                                              | 50 km Gehen      | —            | —       | —             | —             | 3:50:59 h     | 3             | Bronze        |
| Jerome Blake Aaron Brown Andre De Grasse Brendon Rodney  | 4 × 100 m        | 37,92 s      | 2       | —             | —             | 37,70 s       | 3             | Bronze        |

 Springen und Werfen 
| Athleten          | Wettbewerb     | Qualifikation | Qualifikation | Finale        | Finale        | Rang          |
| Athleten          | Wettbewerb     | Weite/Höhe    | Rang          | Weite/Höhe    | Rang          | Rang          |
| ----------------- | -------------- | ------------- | ------------- | ------------- | ------------- | ------------- |
| Frauen            |                |               |               |               |               |               |
| Christabel Nettey | Weitsprung     | 6,29 m        | 22            | ausgeschieden | ausgeschieden | 22            |
| Anicka Newell     | Stabhochsprung | 4,55 m        | 1             | ogV           | ogV           | —             |
| Alysha Newman     | Stabhochsprung | ogV           | ogV           | ausgeschieden | ausgeschieden | ausgeschieden |
| Brittany Crew     | Kugelstoßen    | ogV           | ogV           | ausgeschieden | ausgeschieden | ausgeschieden |
| Sarah Mitton      | Kugelstoßen    | 16,62 m       | 27            | ausgeschieden | ausgeschieden | 27            |
| Elizabeth Gleadle | Speerwurf      | 58,19 m       | 23            | ausgeschieden | ausgeschieden | 23            |
| Camryn Rogers     | Hammerwurf     | 73,97 m       | 2             | 74,35 m       | 5             | 5             |
| Jillian Weir      | Hammerwurf     | 68,68 m       | 11            | ausgeschieden | ausgeschieden | 11            |
| Männer            |                |               |               |               |               |               |
| Django Lovett     | Hochsprung     | 2,28 m        | 1             | 2,30 m        | 8             | 8             |
| Michael Mason     | Hochsprung     | 2,25 m        | 14            | ausgeschieden | ausgeschieden | 14            |
| Tim Nedow         | Kugelstoßen    | 19,42 m       | 16            | ausgeschieden | ausgeschieden | 16            |

 Mehrkampf 
| Athletinnen        | 100 m Hürden | 100 m Hürden | Hochsprung | Hochsprung | Kugelstoßen | Kugelstoßen | 200 m   | 200 m  | Weitsprung | Weitsprung | Speerwurf | Speerwurf | 800 m       | 800 m  | Punkte | Rang |
| Athletinnen        | Zeit         | Punkte       | Höhe       | Punkte     | Weite       | Punkte      | Zeit    | Punkte | Weite      | Punkte     | Weite     | Punkte    | Zeit        | Punkte | Punkte | Rang |
| ------------------ | ------------ | ------------ | ---------- | ---------- | ----------- | ----------- | ------- | ------ | ---------- | ---------- | --------- | --------- | ----------- | ------ | ------ | ---- |
| Siebenkampf Frauen |              |              |            |            |             |             |         |        |            |            |           |           |             |        |        |      |
| Georgia Ellenwood  | 13,47 s      | 1055         | 1,83 m     | 1016       | 12,39 m     | 687         | 24,51 s | 932    | 5,86 m     | 807        | 63,44 m   | 790       | 2:19,21 min | 834    | 6077   | 20   |

| Athleten         | 100 m   | 100 m | Weitsprung | Weitsprung | Kugelstoßen | Kugelstoßen | Hochsprung | Hochsprung | 400 m   | 400 m | 110 m Hürden | 110 m Hürden | Diskuswurf | Diskuswurf | Stabhochsprung | Stabhochsprung | Speerwurf | Speerwurf | 1500 m      | 1500 m | Punkte | Rang |
| Athleten         | Zeit    | Pkte. | Weite      | Pkte.      | Weite       | Pkte.       | Höhe       | Pkte.      | Zeit    | Pkte. | Zeit         | Pkte.        | Weite      | Pkte.      | Höhe           | Pkte.          | Weite     | Pkte.     | Zeit        | Pkte.  | Punkte | Rang |
| ---------------- | ------- | ----- | ---------- | ---------- | ----------- | ----------- | ---------- | ---------- | ------- | ----- | ------------ | ------------ | ---------- | ---------- | -------------- | -------------- | --------- | --------- | ----------- | ------ | ------ | ---- |
| Zehnkampf Männer |         |       |            |            |             |             |            |            |         |       |              |              |            |            |                |                |           |           |             |        |        |      |
| Pierce LePage    | 10,43 s | 992   | 7,65 m     | 972        | 15,31 m     | 809         | 1,99 m     | 794        | 46,92 s | 962   | 14,39 s      | 925          | 47,14 m    | 811        | 5,00 m         | 910            | 57,24 m   | 696       | 4:31,85 min | 733    | 8604   | 5    |
| Damian Warner    | 10,12 s | 1066  | 8,24 m     | 1123       | 14,80 m     | 777         | 2,02 m     | 822        | 47,48 s | 934   | 13,46 s      | 1045         | 48,67 m    | 843        | 4,90 m         | 880            | 63,44 m   | 790       | 4:31,08 min | 738    | 9018   | Gold |

### Radsport

#### Bahn
| Athleten                                                                                  | Wettbewerb            | Qualifikation | Qualifikation | Finals            | Finals        | Rang |
| Athleten                                                                                  | Wettbewerb            | Zeit          | Rang          | Zeit/Punkte       | Rang          | Rang |
| ----------------------------------------------------------------------------------------- | --------------------- | ------------- | ------------- | ----------------- | ------------- | ---- |
| Frauen                                                                                    |                       |               |               |                   |               |      |
| Lauriane Genest                                                                           | Sprint                | 10,460 s      | 5             | +0,216 s          | 4             | 8    |
| Kelsey Mitchell                                                                           | Sprint                | 10,346 s      | 2             | 10,906 s 10,995 s | 1             | Gold |
| Georgia Simmerling Allison Beveridge Jasmin Duehring Annie Foreman-Mackey Ariane Bonhomme | Mannschaftsverfolgung | 4:15,832 min  | 8             | 4:10,552 min      | 4             | 4    |
| Männer                                                                                    |                       |               |               |                   |               |      |
| Hugo Barrette                                                                             | Sprint                | 9,596 s       | 15            | ausgeschieden     | ausgeschieden | 19   |
| Nick Wammes                                                                               | Sprint                | 9,587 s       | 12            | ausgeschieden     | ausgeschieden | 14   |
| Michael Foley Derek Gee                                                                   | Madison               | —             | —             | −20               | DNF           | 12   |
| Vincent De Haître Michael Foley Derek Gee Jay Lamoureux                                   | Mannschaftsverfolgung | 3:50,455 min  | 6             | 3:46,324 min      | 5             | 5    |

Keirin
| Athleten        | Wettbewerb | 1. Runde | Hoffnungslauf | Viertelfinale | Halbfinale    | Finale        | Rang          |
| Athleten        | Wettbewerb | Rang     | Rang          | Rang          | Rang          | Rang          | Rang          |
| --------------- | ---------- | -------- | ------------- | ------------- | ------------- | ------------- | ------------- |
| Frauen          |            |          |               |               |               |               |               |
| Lauriane Genest | Keirin     | 1        | —             | 4             | 3             | 3             | Bronze        |
| Kelsey Mitchell | Keirin     | 1        | —             | 1             | 2             | 5             | 5             |
| Männer          |            |          |               |               |               |               |               |
| Hugo Barrette   | Keirin     | DNF      | 4             | ausgeschieden | ausgeschieden | ausgeschieden | ausgeschieden |
| Nick Wammes     | Keirin     | 5        | 5             | ausgeschieden | ausgeschieden | ausgeschieden | ausgeschieden |

Omnium
| Frauen            |        |    |   |    |    |    |   |   |    |    |   |
| Allison Beveridge | Omnium | 28 | 7 | 20 | 11 | 28 | 7 | 2 | 13 | 78 | 9 |

#### Straße
| Athleten         | Wettbewerb       | Zeit         | Rang |
| ---------------- | ---------------- | ------------ | ---- |
| Frauen           |                  |              |      |
| Karol-Ann Canuel | Straßenrennen    | 3:55:05 h    | 16   |
| Alison Jackson   | Straßenrennen    | 3:59:47 h    | 32   |
| Leah Kirchmann   | Straßenrennen    | 3:59:47 h    | 36   |
| Karol-Ann Canuel | Einzelzeitfahren | 33:07,97 min | 14   |
| Leah Kirchmann   | Einzelzeitfahren | 33:01,64 min | 12   |
| Männer           |                  |              |      |
| Guillaume Boivin | Straßenrennen    | 6:21:46 h    | 65   |
| Hugo Houle       | Straßenrennen    | 6:25:16 h    | 85   |
| Michael Woods    | Straßenrennen    | 6:06:33 h    | 05   |
| Hugo Houle       | Einzelzeitfahren | 57:56,46 min | 13   |

#### Mountainbike
| Athleten          | Wettbewerb    | Zeit      | Rang |
| ----------------- | ------------- | --------- | ---- |
| Frauen            |               |           |      |
| Catharine Pendrel | Cross-Country | 1:23:47 h | 18   |
| Heley Smith       | Cross-Country | LAP       | –    |
| Männer            |               |           |      |
| Peter Disera      | Cross-Country | 1:31:45 h | 26   |

#### BMX
| Athleten        | Wettbewerb | Viertelfinale | Viertelfinale | Halbfinale    | Halbfinale    | Finale        | Finale        | Rang |
| Athleten        | Wettbewerb | Punkte        | Rang          | Punkte        | Rang          | Zeit          | Rang          | Rang |
| --------------- | ---------- | ------------- | ------------- | ------------- | ------------- | ------------- | ------------- | ---- |
| Frauen          |            |               |               |               |               |               |               |      |
| Drew Mechielsen | BMX-Rennen | 13            | 4             | 14            | 4             | 46,883 s      | 8             | 8    |
| Männer          |            |               |               |               |               |               |               |      |
| James Palmer    | BMX-Rennen | 16            | 6             | ausgeschieden | ausgeschieden | ausgeschieden | ausgeschieden | 21   |

### Reiten

#### Dressurreiten
| Athleten                                                   | Wettbewerb | Prozent    | Prozent       | Prozent       | Rang |
| Athleten                                                   | Wettbewerb | Grand Prix | GP Spécial    | GP Kür        | Rang |
| ---------------------------------------------------------- | ---------- | ---------- | ------------- | ------------- | ---- |
| Brittany Fraser-Beaulieu mit All In                        | Einzel     | 71,677 %   | —             | 76,404 %      | 18   |
| Lindsay Kellock mit Sebastien                              | Einzel     | 65,404 %   | —             | ausgeschieden | 50   |
| Chris von Martels mit Eclips                               | Einzel     | 68,059 %   | —             | ausgeschieden | 39   |
| Brittany Fraser-Beaulieu Lindsay Kellock Chris von Martels | Mannschaft | 6605,5     | ausgeschieden | —             | 11   |

#### Springreiten
| Athleten                          | Wettbewerb | Strafpunkte      | Strafpunkte  | Rang |
| Athleten                          | Wettbewerb | 1. Qualifikation | Einzelfinale | Rang |
| --------------------------------- | ---------- | ---------------- | ------------ | ---- |
| Mario Deslauriers mit Bardolina 2 | Einzel     | (0)              | (13)         | 22   |

#### Vielseitigkeitsreiten
| Athleten                                | Wettbewerb | Minuspunkte Dressur | Minuspunkte Gelände | Minuspunkte Springen | Minuspunkte Springen | Minuspunkte Gesamt | Rang |
| --------------------------------------- | ---------- | ------------------- | ------------------- | -------------------- | -------------------- | ------------------ | ---- |
| Colleen Loach mit Qorry Blue D’Argouges | Einzel     | 35,60               | 7,20                | 8,00                 | ausgeschieden        | 50,80              | 23   |
| Jessica Phoenix mit Pavarotti           | Einzel     | DNS                 | DNS                 | DNS                  | DNS                  | DNS                | DNS  |

### Ringen

#### Freier Stil
Legende: G = Gewonnen, V = Verloren, S = Schultersieg
| Athleten         | Wettbewerb        | Achtelfinale | Achtelfinale | Viertelfinale | Viertelfinale | Halbfinale    | Halbfinale    | Hoffnungsrunde Halbfinale | Hoffnungsrunde Halbfinale | Hoffnungsrunde Finale | Hoffnungsrunde Finale | Finale        | Finale        | Rang |
| Athleten         | Wettbewerb        | Gegner       | Ergebnis     | Gegner        | Ergebnis      | Gegner        | Ergebnis      | Gegner                    | Ergebnis                  | Gegner                | Ergebnis              | Gegner        | Ergebnis      | Rang |
| ---------------- | ----------------- | ------------ | ------------ | ------------- | ------------- | ------------- | ------------- | ------------------------- | ------------------------- | --------------------- | --------------------- | ------------- | ------------- | ---- |
| Frauen           |                   |              |              |               |               |               |               |                           |                           |                       |                       |               |               |      |
| Danielle Lappage | Klasse bis 68 kg  | C. Welijewa  | V 0:7        | ausgeschieden | ausgeschieden | ausgeschieden | ausgeschieden | ausgeschieden             | ausgeschieden             | ausgeschieden         | ausgeschieden         | ausgeschieden | ausgeschieden | 15   |
| Erica Wiebe      | Klasse bis 76 kg  | E. Mäe       | V 4:5        | ausgeschieden | ausgeschieden | ausgeschieden | ausgeschieden | ausgeschieden             | ausgeschieden             | ausgeschieden         | ausgeschieden         | ausgeschieden | ausgeschieden | 11   |
| Männer           |                   |              |              |               |               |               |               |                           |                           |                       |                       |               |               |      |
| Jordan Steen     | Klasse bis 97 kg  | K. Snyder    | V 2:12       | ausgeschieden | ausgeschieden | ausgeschieden | ausgeschieden | A. Conyedo                | V 2:4                     | ausgeschieden         | ausgeschieden         | ausgeschieden | ausgeschieden | 10   |
| Amar Dhesi       | Klasse bis 125 kg | T. Akgül     | V 0:5        | ausgeschieden | ausgeschieden | ausgeschieden | ausgeschieden | ausgeschieden             | ausgeschieden             | ausgeschieden         | ausgeschieden         | ausgeschieden | ausgeschieden | 13   |

### Rudern
Bei den Weltmeisterschaften 2019 qualifizierte sich das kanadische Team in sechs der 14 Bootsklassen für die Olympischen Spiele. Da Neuseeland seinen Quotenplatz im Leichtgewichts-Doppelzweier der Frauen zurückgab, entschied die Fisa, dass Kanada als achter der Weltmeisterschaft nachrückt.
| Athleten | Wettbewerb                  | Vorlauf     | Vorlauf | Vorlauf       | Hoffnungslauf / Viertelfinale | Hoffnungslauf / Viertelfinale | Hoffnungslauf / Viertelfinale | Halbfinale  | Halbfinale | Halbfinale    | Finale      | Finale | Rang   |
| Athleten | Wettbewerb                  | Zeit        | Platz   | Qualifikation | Zeit                          | Platz                         | Qualifikation                 | Zeit        | Platz      | Qualifikation | Zeit        | Platz  | Rang   |
| --- | --------------------------- | ----------- | ------- | ------------- | ----------------------------- | ----------------------------- | ----------------------------- | ----------- | ---------- | ------------- | ----------- | ------ | ------ |
| Frauen |                             |             |         |               |                               |                               |                               |             |            |               |             |        |        |
| Carling Zeeman | Einer                       | 7:40,72 min | 2       | Viertelfinale | 7:57,58 min                   | 2                             | Halbfinale A/B                | 7:38,28 min | 5          | Finale B      | 7:29,59 min | 2      | 8      |
| Gabrielle Smith Jessica Sevick | Doppelzweier                | 6:57,69 min | 2       | Halbfinale    | –                             | –                             | –                             | 7:09,44 min | 2          | Finale A      | 6:53,19 min | 6      | 6      |
| Jill Moffatt Jennifer Casson | Leichtgewichts-Doppelzweier | 7:11,30 min | 2       | Halbfinale    | –                             | –                             | –                             | 7:00,82 min | 6          | Finale B      | 6:59,72 min | 6      | 12     |
| Caileigh Filmer Hillary Janssens | Zweier ohne Steuerfrau      | 7:18,34 min | 1       | Halbfinale    | –                             | –                             | –                             | 6:49,46 min | 3          | Finale A      | 6:52,10 min | 3      | Bronze |
| Jennifer Martins Kristina Walker Stephanie Grauer Nicole Hare                                                                                       | Vierer ohne Steuerfrau      | 6:40,07 min | 3       | Hoffnungslauf | 6:51,71 min                   | 4                             | Finale B                      | —           | —          | —             | 6:35,13 min | 4      | 10     |
| Lisa Roman Kasia Gruchalla-Wesierski Andrea Proske Christine Roper Susanne Grainger Madison Mailey Sydney Payne Avalon Wasteneys Kristen Kit (Stf.) | Achter                      | 6:07,97 min | 2       | Hoffnungslauf | 5:53,73 min                   | 2                             | Finale                        | —           | —          | —             | 5:59,13 min | 1      | Gold   |
| Männer |                             |             |         |               |                               |                               |                               |             |            |               |             |        |        |
| Trevor Jones | Einer                       | 7:04,12 min | 1       | Viertelfinale | 7:17,65 min                   | 2                             | Halbfinale A/B                | 7:06,18 min | 6          | Finale B      | 6:48,51 min | 3      | 9      |
| Patrick Keane Maxwell Lattimer | Leichtgewichts-Doppelzweier | 6:27,54 min | 3       | Hoffnungslauf | 6:36,79 min                   | 2                             | Halbfinale                    | 6:18,29 min | 5          | Finale B      | 6:17,60 min | 4      | 10     |
| Kai Langerfeld Conlin McCabe | Zweier ohne Steuermann      | 6:40,99 min | 3       | Halbfinale    | –                             | –                             | –                             | 6:19,15 min | 3          | Finale A      | 6:20,43 min | 4      | 4      |
| Jakub Buczek Luke Gadsdon Gavin Stone Will Crothers                                                                                                 | Vierer ohne Steuermann      | 6:05,47 min | 5       | Hoffnungslauf | 6:15,86 min                   | 4                             | Finale B                      | —           | —          | —             | 5:58,29 min | 2      | 8      |

### 7er-Rugby
| Wettbewerb         | Frauen | Männer |
| ------------------ | --- | --- |
| Athleten           | Elissa Alarie Olivia Apps Britt Benn Pamphinette Buisa Bianca Farella Julia Greenshields Ghislaine Landry Kaili Lukan Kayla Moleschi Breanne Nicholas Karen Paquin Keyara Wardley Charity Williams | Phil Berna Connor Braid Andrew Coe Justin Douglas Mike Fuailefau Lucas Hammond Nathan Hirayama Harry Jones Patrick Kay Matt Mullins Theo Sauder Jake Thiel Conor Trainor |
| Trainer            | Mick Byrne | Henry Paul |
| Gruppenphase       | Brasilien (33:0) Fidschi (12:26) Frankreich (0:31) | Großbritannien (0:24) Fidschi (14:28) Japan (36:12) |
| Viertelfinale      | ausgeschieden | Neuseeland (10:21) |
| Halbfinale         | ausgeschieden | ausgeschieden |
| Finale             | ausgeschieden | ausgeschieden |
| Platzierungsspiele | Brasilien (45:0) Kenia (24:10) | Vereinigte Staaten (14:21) Australien (7:26) |
| Platzierung        | 9 | 8 |

### Schießen
| Athleten     | Wettbewerb            | Qualifikation   | Qualifikation | Finale          | Finale        | Ringe/ Scheiben | Rang |
| Athleten     | Wettbewerb            | Ringe/ Scheiben | Rang          | Ringe/ Scheiben | Rang          | Ringe/ Scheiben | Rang |
| ------------ | --------------------- | --------------- | ------------- | --------------- | ------------- | --------------- | ---- |
| Frauen       |                       |                 |               |                 |               |                 |      |
| Lynda Kiejko | Luftpistole 10 Meter  | 558–9x          | 47            | ausgeschieden   | ausgeschieden | 558             | 47   |
| Lynda Kiejko | Sportpistole 25 Meter | 564–13x         | 42            | ausgeschieden   | ausgeschieden | 564             | 42   |

### Schwimmen
| Athleten | Wettbewerb          | Vorlauf      | Vorlauf | Halbfinale    | Halbfinale    | Finale         | Finale        | Rang   |
| Athleten | Wettbewerb          | Zeit         | Rang    | Zeit          | Rang          | Zeit           | Rang          | Rang   |
| --- | ------------------- | ------------ | ------- | ------------- | ------------- | -------------- | ------------- | ------ |
| Frauen |                     |              |         |               |               |                |               |        |
| Kayla Sanchez                                                                                                | 50 m Freistil       | 24,93 s      | 22      | ausgeschieden | ausgeschieden | ausgeschieden  | ausgeschieden | 22     |
| Penny Oleksiak                                                                                               | 100 m Freistil      | 52,95 s      | 6       | 52,86 s       | 5             | 52,59 s NR     | 4             | 4      |
| Kayla Sanchez                                                                                                | 100 m Freistil      | 53,12 s      | 10      | DNS           | DNS           | ausgeschieden  | ausgeschieden | 10     |
| Summer McIntosh                                                                                              | 200 m Freistil      | 1:56,11 min  | 5       | 1:56,82 min   | 9             | ausgeschieden  | ausgeschieden | 9      |
| Penny Oleksiak                                                                                               | 200 m Freistil      | 1:55,38 min  | 2       | 1:56,39 min   | 6             | 1:54,70 min    | 3             | Bronze |
| Summer McIntosh                                                                                              | 400 m Freistil      | 4:02,72 min  | 5       | —             | —             | 4:02,42 min    | 4             | 4      |
| Summer McIntosh                                                                                              | 800 m Freistil      | 8:25,04 min  | 11      | —             | —             | ausgeschieden  | ausgeschieden | 11     |
| Katrina Bellio                                                                                               | 1500 m Freistil     | 16:24,27 min | 21      | —             | —             | ausgeschieden  | ausgeschieden | 21     |
| Kierra Smith                                                                                                 | 100 m Brust         | 1:07,87 min  | 24      | ausgeschieden | ausgeschieden | ausgeschieden  | ausgeschieden | 24     |
| Kelsey Wog                                                                                                   | 100 m Brust         | 1:07,73 min  | 23      | ausgeschieden | ausgeschieden | ausgeschieden  | ausgeschieden | 23     |
| Sydney Pickrem                                                                                               | 200 m Brust         | DNS          | –       | ausgeschieden | ausgeschieden | ausgeschieden  | ausgeschieden | –      |
| Kelsey Wog                                                                                                   | 200 m Brust         | 2:24,27 min  | 16      | DNS           | –             | ausgeschieden  | ausgeschieden | 16     |
| Kylie Masse                                                                                                  | 100 m Rücken        | 58,17 s      | 3       | 58,09 s       | 2             | 57,72 s        | 2             | Silber |
| Taylor Ruck                                                                                                  | 100 m Rücken        | 59,89 s      | 11      | 59,45 s       | 9             | ausgeschieden  | ausgeschieden | 9      |
| Kylie Masse                                                                                                  | 200 m Rücken        | 2:08,23 min  | 2       | 2:07,82 min   | 4             | 2:05,42 min NR | 2             | Silber |
| Taylor Ruck                                                                                                  | 200 m Rücken        | 2:08,87 min  | 6       | 2:08,73 min   | 7             | 2:07,85 min    | 6             | 6      |
| Margaret MacNeil                                                                                             | 100 m Schmetterling | 56,55 s      | 5       | 56,56 s       | 6             | 55,59 s AM     | 1             | Gold   |
| Katerine Savard                                                                                              | 100 m Schmetterling | 57,51 s      | 11      | 58,10 s       | 16            | ausgeschieden  | ausgeschieden | 16     |
| Bailey Andison                                                                                               | 200 m Lagen         | 2:12,52 min  | 18      | ausgeschieden | ausgeschieden | ausgeschieden  | ausgeschieden | 18     |
| Sydney Pickrem                                                                                               | 200 m Lagen         | 2:10,13 min  | 6       | 2:09,94 min   | 6             | 2:10,05 min    | 6             | 6      |
| Tessa Cieplucha                                                                                              | 400 m Lagen         | 4:44,54 min  | 14      | —             | —             | ausgeschieden  | ausgeschieden | 14     |
| Sydney Pickrem                                                                                               | 400 m Lagen         | DNS          | –       | —             | —             | ausgeschieden  | ausgeschieden | –      |
| Kayla Sanchez Taylor Ruck Rebecca Smith Penny Oleksiak Margaret MacNeil                                      | 4 × 100 m Freistil  | 3:33,72 min  | 3       | —             | —             | 3:32,78 min    | 2             | Silber |
| Summer McIntosh Rebecca Smith Kayla Sanchez Penny Oleksiak Katerine Savard Mary-Sophie Harvey Sydney Pickrem | 4 × 200 m Freistil  | 7:51,52 min  | 4       | —             | —             | 7:43,77 min NR | 4             | 4      |
| Kylie Masse Sydney Pickrem Maggie MacNeil Penny Oleksiak Taylor Ruck Kayla Sanchez                           | 4 × 100 m Lagen     | 3:55,17 min  | 1       | —             | —             | 3:52,60 min    | 3             | Bronze |
| Kate Sanderson                                                                                               | 10 km Freiwasser    | —            | —       | —             | —             | 2:04:59,1 h    | 18            | 18     |
| Männer |                     |              |         |               |               |                |               |        |
| Brent Hayden                                                                                                 | 50 m Freistil       | 21,85 s      | 8       | 21,82 s       | 9             | ausgeschieden  | ausgeschieden | 9      |
| Joshua Liendo                                                                                                | 50 m Freistil       | 22,03 s      | 18      | ausgeschieden | ausgeschieden | ausgeschieden  | ausgeschieden | 18     |
| Yuri Kisil                                                                                                   | 100 m Freistil      | 48,15 s      | 10      | 48,31 s       | 15            | ausgeschieden  | ausgeschieden | 15     |
| Joshua Liendo                                                                                                | 100 m Freistil      | 48,34 s      | 14      | 48,19 s       | 14            | ausgeschieden  | ausgeschieden | 14     |
| Cole Pratt                                                                                                   | 100 m Rücken        | 54,27 s      | 26      | ausgeschieden | ausgeschieden | ausgeschieden  | ausgeschieden | 26     |
| Markus Thormeyer                                                                                             | 100 m Rücken        | 53,80 s      | 19      | ausgeschieden | ausgeschieden | ausgeschieden  | ausgeschieden | 19     |
| Markus Thormeyer                                                                                             | 200 m Rücken        | 1:57,85 min  | 16      | 1:59,36 min   | 16            | ausgeschieden  | ausgeschieden | 16     |
| Gabe Mastromatteo                                                                                            | 100 m Brust         | 1:01,56 min  | 38      | ausgeschieden | ausgeschieden | ausgeschieden  | ausgeschieden | 38     |
| Joshua Liendo                                                                                                | 100 m Schmetterling | 51,52 s      | 9       | 51,50 s       | 11            | ausgeschieden  | ausgeschieden | 11     |
| Finlay Knox                                                                                                  | 200 m Lagen         | 1:58,29 min  | 17      | ausgeschieden | ausgeschieden | ausgeschieden  | ausgeschieden | 17     |
| Ruslan Gaziev Brent Hayden Yuri Kisil Joshua Liendo Markus Thormeyer                                         | 4 × 100 m Freistil  | 3:13,00 min  | 7       | —             | —             | 3:10,82 min    | 4             | 4      |
| Yuri Kisil Joshua Liendo Gabe Mastromatteo Markus Thormeyer                                                  | 4 × 100 m Lagen     | 3:32,37 min  | 8       | —             | —             | 3:32,42 min    | 7             | 7      |
| Hau-Li Fan                                                                                                   | 10 km Freiwasser    | —            | —       | —             | —             | 1:51:37,0 h    | 9             | 9      |

### Segeln
| Athleten                           | Wettbewerb      | Qualifikation | Qualifikation | Medal Race    | Medal Race    | Punkte | Rang |
| Athleten                           | Wettbewerb      | Punkte        | Rang          | Punkte        | Rang          | Punkte | Rang |
| ---------------------------------- | --------------- | ------------- | ------------- | ------------- | ------------- | ------ | ---- |
| Frauen                             |                 |               |               |               |               |        |      |
| Nikola Girke                       | Windsurfen RS:X | 244           | 23            | ausgeschieden | ausgeschieden | 244    | 23   |
| Sarah Douglas                      | Laser Radial    | 82            | 4             | 18            | 9             | 100    | 6    |
| Alexandra Ten Hove Mariah Millen   | 49erFX          | 138           | 16            | ausgeschieden | ausgeschieden | 138    | 16   |
| Männer                             |                 |               |               |               |               |        |      |
| Tom Ramshaw                        | Finn Dinghy     | 80            | 10            | 14            | 7             | 94     | 10   |
| Jacob Chaplin-Saunders Oliver Bone | 470er           | 125           | 17            | ausgeschieden | ausgeschieden | 125    | 17   |
| William Jones Evan Depaul          | 49er            | 179           | 19            | ausgeschieden | ausgeschieden | 179    | 19   |

### Skateboard
| Athleten      | Wettbewerb | Qualifikation | Qualifikation | Finale        | Finale        | Rang |
| Athleten      | Wettbewerb | Punkte        | Rang          | Punkte        | Rang          | Rang |
| ------------- | ---------- | ------------- | ------------- | ------------- | ------------- | ---- |
| Männer        |            |               |               |               |               |      |
| Andy Anderson | Park       | 60,78         | 16            | ausgeschieden | ausgeschieden | 16   |
| Micky Papa    | Street     | 30,39         | 10            | ausgeschieden | ausgeschieden | 10   |
| Matt Berger   | Street     | 4,02          | 20            | ausgeschieden | ausgeschieden | 20   |

### Softball
| Wettbewerb       | Frauen |
| ---------------- | --- |
| Athleten         | Danielle Lawrie Sara Groenewegen Jenna Caira Lauren Regula Natalie Wideman Kaleigh Rafter Kelsey Harshman Joey Lye Jennifer Salling Janet Leung Emma Entzminger Erika Polidori Victoria Hayward Jennifer Gilbert Larissa Franklin |
| Trainer          | Lonni Alameda |
| Gruppenphase     | Mexiko (0:4) Vereinigte Staaten (0:1) Australien (7:1) Japan (0:1 n. V.) Italien (8:1) |
| Spiel um Platz 3 | Mexiko (3:2) |
| Platzierung      | Bronze |

### Sportklettern
| Athleten    | Wettbewerb             | Qualifikation | Qualifikation | Qualifikation | Qualifikation | Qualifikation | Finale        | Finale        | Finale        | Finale        | Finale        | Rang |
| Athleten    | Wettbewerb             | Speed         | Bouldern      | Schwierigkeit | Punkte        | Rang          | Speed         | Bouldern      | Schwierigkeit | Punkte        | Rang          | Rang |
| ----------- | ---------------------- | ------------- | ------------- | ------------- | ------------- | ------------- | ------------- | ------------- | ------------- | ------------- | ------------- | ---- |
| Frauen      |                        |               |               |               |               |               |               |               |               |               |               |      |
| Alannah Yip | Olympische Kombination | 6             | 16            | 12            | 1152          | 14            | ausgeschieden | ausgeschieden | ausgeschieden | ausgeschieden | ausgeschieden | 14   |
| Männer      |                        |               |               |               |               |               |               |               |               |               |               |      |
| Sean McColl | Olympische Kombination | 14            | 15            | 8             | 1680          | 17            | ausgeschieden | ausgeschieden | ausgeschieden | ausgeschieden | ausgeschieden | 17   |

### Synchronschwimmen
| Athletinnen | Wettbewerb | Qualifikation     | Qualifikation     | Qualifikation  | Qualifikation  | Qualifikation | Qualifikation | Finale         | Finale         | Finale           | Finale           |
| Athletinnen | Wettbewerb | Technische Kür TK | Technische Kür TK | Freie Kür FK-Q | Freie Kür FK-Q | Gesamt        | Gesamt        | Freie Kür FK-F | Freie Kür FK-F | Gesamt TK + FK-F | Gesamt TK + FK-F |
| Athletinnen | Wettbewerb | Punkte            | Rang              | Punkte         | Rang           | Punkte        | Rang          | Punkte         | Rang           | Punkte           | Rang             |
| --- | ---------- | ----------------- | ----------------- | -------------- | -------------- | ------------- | ------------- | -------------- | -------------- | ---------------- | ---------------- |
| Frauen |            |                   |                   |                |                |               |               |                |                |                  |                  |
| Claudia Holzner Jacqueline Simoneau                                                                                                   | Duett      | 91,2333           | 5                 | 91,4798        | 5              | 182,7131      | 5             | 93,0000        | 5              | 184,4798         | 5                |
| Emily Armstrong Rosalie Boissonneault Andrée-Anne Côté Camille Fiola-Dion Claudia Holzner Audrey Joly Halle Pratt Jacqueline Simoneau | Mannschaft | 91,4992           | 5                 | –              | –              | –             | –             | 92,5333        | 6              | 184,0325         | 6                |

### Taekwondo
| Athleten    | Wettbewerb       | Achtelfinale    | Achtelfinale | Viertelfinale | Viertelfinale | Hoffnungsrunde Halbfinale | Hoffnungsrunde Halbfinale | Halbfinale    | Halbfinale    | Hoffnungsrunde Finale | Hoffnungsrunde Finale | Finale        | Finale        | Rang |
| Athleten    | Wettbewerb       | Gegner          | Ergebnis     | Gegner        | Ergebnis      | Gegner                    | Ergebnis                  | Gegner        | Ergebnis      | Gegner                | Ergebnis              | Gegner        | Ergebnis      | Rang |
| ----------- | ---------------- | --------------- | ------------ | ------------- | ------------- | ------------------------- | ------------------------- | ------------- | ------------- | --------------------- | --------------------- | ------------- | ------------- | ---- |
| Frauen      |                  |                 |              |               |               |                           |                           |               |               |                       |                       |               |               |      |
| Yvette Yong | Klasse bis 49 kg | T. K. T. Trương | 5:19         | ausgeschieden | ausgeschieden | ausgeschieden             | ausgeschieden             | ausgeschieden | ausgeschieden | ausgeschieden         | ausgeschieden         | ausgeschieden | ausgeschieden | 11   |
| Skylar Park | Klasse bis 57 kg | S. Hymer        | 25:15        | C.-l. Lo      | 7:18          | ausgeschieden             | ausgeschieden             | ausgeschieden | ausgeschieden | ausgeschieden         | ausgeschieden         | ausgeschieden | ausgeschieden | 9    |

### Tennis
| Athleten                                 | Wettbewerb | 1. Runde                  | 1. Runde      | 2. Runde      | 2. Runde      | Achtelfinale  | Achtelfinale  | Viertelfinale | Viertelfinale | Halbfinale    | Halbfinale    | Finale / Platz 3 | Finale / Platz 3 |
| Athleten                                 | Wettbewerb | Gegner                    | Ergebnis      | Gegner        | Ergebnis      | Gegner        | Ergebnis      | Gegner        | Ergebnis      | Gegner        | Ergebnis      | Gegner           | Ergebnis         |
| ---------------------------------------- | ---------- | ------------------------- | ------------- | ------------- | ------------- | ------------- | ------------- | ------------- | ------------- | ------------- | ------------- | ---------------- | ---------------- |
| Frauen                                   |            |                           |               |               |               |               |               |               |               |               |               |                  |                  |
| Leylah Annie Fernandez                   | Einzel     | D. Jastremska             | 6:3, 3:6, 6:0 | B. Krejčíková | 2:6, 4:6      | ausgeschieden | ausgeschieden | ausgeschieden | ausgeschieden | ausgeschieden | ausgeschieden | ausgeschieden    | ausgeschieden    |
| Gabriela Dabrowski Sharon Fichman        | Doppel     | L. Pigossi / L. Stefani   | 6:73, 4:6     | —             | —             | ausgeschieden | ausgeschieden | ausgeschieden | ausgeschieden | ausgeschieden | ausgeschieden | ausgeschieden    | ausgeschieden    |
| Männer                                   |            |                           |               |               |               |               |               |               |               |               |               |                  |                  |
| Félix Auger-Aliassime                    | Einzel     | M. Purcell                | 4:6, 6:72     | ausgeschieden | ausgeschieden | ausgeschieden | ausgeschieden | ausgeschieden | ausgeschieden | ausgeschieden | ausgeschieden | ausgeschieden    | ausgeschieden    |
| Mixed                                    |            |                           |               |               |               |               |               |               |               |               |               |                  |                  |
| Gabriela Dabrowski Félix Auger-Aliassime | Mixed      | M. Sakkari / S. Tsitsipas | 3:6, 4:6      | —             | —             | —             | —             | ausgeschieden | ausgeschieden | ausgeschieden | ausgeschieden | ausgeschieden    | ausgeschieden    |

### Tischtennis
| Athleten             | Wettbewerb | 1. Runde    | 1. Runde | 2. Runde      | 2. Runde      | 3. Runde       | 3. Runde      | Achtelfinale        | Achtelfinale  | Viertelfinale | Viertelfinale | Halbfinale    | Halbfinale    | Finale/Platz 3 | Finale/Platz 3 | Rang  |
| Athleten             | Wettbewerb | Gegner      | Erg.     | Gegner        | Erg.          | Gegner         | Erg.          | Gegner              | Erg.          | Gegner        | Erg.          | Gegner        | Erg.          | Gegner         | Erg.           | Rang  |
| -------------------- | ---------- | ----------- | -------- | ------------- | ------------- | -------------- | ------------- | ------------------- | ------------- | ------------- | ------------- | ------------- | ------------- | -------------- | -------------- | ----- |
| Frauen               |            |             |          |               |               |                |               |                     |               |               |               |               |               |                |                |       |
| Zhang Mo             | Einzel     | —           | —        | Jana Noskowa  | 4:3           | Petrissa Solja | 4:3           | Chen Meng           | 1:4           | ausgeschieden | ausgeschieden | ausgeschieden | ausgeschieden | ausgeschieden  | ausgeschieden  | 9–16  |
| Männer               |            |             |          |               |               |                |               |                     |               |               |               |               |               |                |                |       |
| Jeremy Hazin         | Einzel     | Bojan Tokič | 0:4      | ausgeschieden | ausgeschieden | ausgeschieden  | ausgeschieden | ausgeschieden       | ausgeschieden | ausgeschieden | ausgeschieden | ausgeschieden | ausgeschieden | ausgeschieden  | ausgeschieden  | 49–64 |
| Mixed                |            |             |          |               |               |                |               |                     |               |               |               |               |               |                |                |       |
| Eugene Wang Zhang Mo | Doppel     | —           | —        | —             | —             | —              | —             | Xu Xin / Liu Shiwen | 1:4           | ausgeschieden | ausgeschieden | ausgeschieden | ausgeschieden | ausgeschieden  | ausgeschieden  | 9–16  |

### Triathlon
| Athleten                                               | Wettbewerb | Zeit      | Rang |
| ------------------------------------------------------ | ---------- | --------- | ---- |
| Frauen                                                 |            |           |      |
| Amelie Kretz                                           | Einzel     | 2:00:33 h | 15   |
| Joanna Brown                                           | Einzel     | LAP       | LAP  |
| Männer                                                 |            |           |      |
| Tyler Mislawchuk                                       | Einzel     | 1:46:28 h | 15   |
| Matthew Sharpe                                         | Einzel     | 1:57:32 h | 49   |
| Mixed                                                  |            |           |      |
| Joanna Brown Alexis Lepage Amélie Kretz Matthew Sharpe | Staffel    | 1:27:21 h | 15   |

### Turnen

#### Gerätturnen
| Athleten                                             | Wettbewerb           | Qualifikation | Qualifikation | Finale        | Finale        | Rang |
| Athleten                                             | Wettbewerb           | Punkte        | Rang          | Punkte        | Rang          | Rang |
| ---------------------------------------------------- | -------------------- | ------------- | ------------- | ------------- | ------------- | ---- |
| Frauen                                               |                      |               |               |               |               |      |
| Ellie Black                                          | Boden                | 12,266        | 63            | ausgeschieden | ausgeschieden | 63   |
| Brooklyn Moors                                       | Boden                | 13,533        | 15            | ausgeschieden | ausgeschieden | 15   |
| Shallon Olsen                                        | Boden                | 13,033        | 29            | ausgeschieden | ausgeschieden | 29   |
| Ava Steward                                          | Boden                | 12,600        | 51            | ausgeschieden | ausgeschieden | 51   |
| Ellie Black                                          | Schwebebalken        | 14,100        | 6             | 13,866        | 4             | 4    |
| Brooklyn Moors                                       | Schwebebalken        | 13,300        | 25            | ausgeschieden | ausgeschieden | 25   |
| Shallon Olsen                                        | Schwebebalken        | 12,066        | 66            | ausgeschieden | ausgeschieden | 66   |
| Ava Steward                                          | Schwebebalken        | 12,000        | 67            | ausgeschieden | ausgeschieden | 67   |
| Ellie Black                                          | Sprung               | 14,416        | 12            | ausgeschieden | ausgeschieden | 12   |
| Shallon Olsen                                        | Sprung               | 14,699        | 6             | 14,550        | 7             | 7    |
| Ellie Black                                          | Stufenbarren         | 12,800        | 54            | ausgeschieden | ausgeschieden | 54   |
| Brooklyn Moors                                       | Stufenbarren         | 13,000        | 46            | ausgeschieden | ausgeschieden | 46   |
| Shallon Olsen                                        | Stufenbarren         | 11,900        | 68            | ausgeschieden | ausgeschieden | 68   |
| Ava Steward                                          | Stufenbarren         | 12,900        | 50            | ausgeschieden | ausgeschieden | 50   |
| Ellie Black                                          | Mehrkampf Einzel     | 53,699        | 24            | DNS           | DNS           | DNS  |
| Brooklyn Moors                                       | Mehrkampf Einzel     | 53,966        | 22            | 53,299        | 16            | 16   |
| Shallon Olsen                                        | Mehrkampf Einzel     | 51,965        | 46            | ausgeschieden | ausgeschieden | 46   |
| Ava Steward                                          | Mehrkampf Einzel     | 50,433        | 58            | ausgeschieden | ausgeschieden | 58   |
| Ellie Black Brooklyn Moors Shallon Olsen Ava Steward | Mehrkampf Mannschaft | 160,964       | 10            | ausgeschieden | ausgeschieden | 10   |
| Männer                                               |                      |               |               |               |               |      |
| René Cournoyer                                       | Boden                | 11,766        | 68            | ausgeschieden | ausgeschieden | 68   |
| René Cournoyer                                       | Pauschenpferd        | 12,800        | 55            | ausgeschieden | ausgeschieden | 55   |
| René Cournoyer                                       | Ringe                | 13,666        | 33            | ausgeschieden | ausgeschieden | 33   |
| René Cournoyer                                       | Barren               | 12,333        | 63            | ausgeschieden | ausgeschieden | 63   |
| René Cournoyer                                       | Reck                 | 13,266        | 36            | ausgeschieden | ausgeschieden | 36   |
| René Cournoyer                                       | Mehrkampf Einzel     | 77,697        | 55            | ausgeschieden | ausgeschieden | 55   |

#### Trampolinturnen
| Athleten            | Wettbewerb | Qualifikation | Qualifikation | Finale        | Finale        | Rang |
| Athleten            | Wettbewerb | Punkte        | Rang          | Punkte        | Rang          | Rang |
| ------------------- | ---------- | ------------- | ------------- | ------------- | ------------- | ---- |
| Frauen              |            |               |               |               |               |      |
| Rosannagh MacLennan | Einzel     | 104,435       | 4             | 55,460        | 4             | 4    |
| Samantha Smith      | Einzel     | 59,545        | 14            | ausgeschieden | ausgeschieden | 14   |

### Volleyball
| Wettbewerb    | Männer |
| ------------- | --- |
| Athleten      | TJ Sanders Gord Perrin Steven Marshall Nicholas Hoag Stephen Maar Jay Blankenau Ryan Sclater Lucas Van Berkel Sharone Vernon-Evans Graham Vigrass Blair Bann Arthur Szwarc |
| Trainer       | Glenn Hoag |
| Gruppenphase  | Italien (2:3) Japan (1:3) Iran (3:0) Venezuela (3:0) Polen (0:3) |
| Viertelfinale | ROC (0:3) |
| Halbfinale    | ausgeschieden |
| Finale        | ausgeschieden |
| Platzierung   | 8 |

### Wasserball
Mit dem Turniersieg bei den Panamerikanischen Spielen 2019 in Lima hatte sich die kanadische Wasserballnationalmannschaft der Damen für das olympische Wasserballturnier qualifiziert.
| Wettbewerb         | Frauen |
| ------------------ | --- |
| Athletinnen        | Clara Vulpisi Kelly McKee Axelle Crevier Emma Wright Monika Eggens Gurpreet Sohi Joelle Bekhazi Elyse Lemay-Lavoie Hayley McKelvey Kyra Christmas Kindred Paul Shae La Roche Claire Wright |
| Gruppenphase       | Australien (5:8) Spanien (10:14) Südafrika (21:1) Niederlande (12:16) |
| Viertelfinale      | Vereinigte Staaten (5:16) |
| Platzierungsspiele | Australien (12:14 n. PSO) China (16:7) |
| Halbfinale         | ausgeschieden |
| Finale             | ausgeschieden |
| Platzierung        | 7 |

### Wasserspringen
| Athleten                               | Wettbewerb            | Vorkampf | Vorkampf | Halbfinale    | Halbfinale    | Finale        | Finale        | Rang   |
| Athleten                               | Wettbewerb            | Punkte   | Rang     | Punkte        | Rang          | Punkte        | Rang          | Rang   |
| -------------------------------------- | --------------------- | -------- | -------- | ------------- | ------------- | ------------- | ------------- | ------ |
| Frauen                                 |                       |          |          |               |               |               |               |        |
| Jennifer Abel                          | Kunstspringen 3 m     | 332,40   | 3        | 341,40        | 3             | 297,45        | 8             | 8      |
| Pamela Ware                            | Kunstspringen 3 m     | 330,10   | 4        | 245,10        | 18            | ausgeschieden | ausgeschieden | 18     |
| Meaghan Benfeito                       | Turmspringen 10 m     | 331,85   | 5        | 296,40        | 13            | ausgeschieden | ausgeschieden | 13     |
| Celina Toth                            | Turmspringen 10 m     | 261,40   | 23       | ausgeschieden | ausgeschieden | ausgeschieden | ausgeschieden | 23     |
| Jennifer Abel Mélissa Citrini-Beaulieu | Synchronspringen 3 m  | —        | —        | —             | —             | 300,78        | 2             | Silber |
| Meaghan Benfeito Caeli McKay           | Synchronspringen 10 m | —        | —        | —             | —             | 299,16        | 4             | 4      |
| Männer                                 |                       |          |          |               |               |               |               |        |
| Cédric Fofana                          | Kunstspringen 3 m     | 225,35   | 29       | ausgeschieden | ausgeschieden | ausgeschieden | ausgeschieden | 29     |
| Nathan Zsombor-Murray                  | Turmspringen 10 m     | 443,85   | 5        | 397,85        | 13            | ausgeschieden | ausgeschieden | 13     |
| Rylan Wiens                            | Turmspringen 10 m     | 366,70   | 19       | ausgeschieden | ausgeschieden | ausgeschieden | ausgeschieden | 19     |
| Vincent Riendeau Nathan Zsombor-Murray | Synchronspringen 10 m | —        | —        | —             | —             | 405,00        | 5             | 5      |